# Actia ciligera
Actia ciligera är en tvåvingeart som först beskrevs av Louis-Paul Mesnil 1954.  Actia ciligera ingår i släktet Actia och familjen parasitflugor.
Artens utbredningsområde är Kongo. Inga underarter finns listade i Catalogue of Life.